# Hendrikus Colijn
Hendrikus Colijn (Burgerveen, 22 de junio de 1869-Ilmenau, 18 de septiembre de 1944) fue un político neerlandés, primer ministro durante el período de entreguerras.

## Biografía
Nació el 22 de junio de 1869 en Burgerveen, municipio de Haarlemmermeer.
Sería primer ministro por primera vez entre 1925 y 1926. Ya en la década de 1930, volvería a ejercer de primer ministro ininterrumpidamente entre mayo de 1933 y julio de 1939. Inmerso en la tarea de evitar la radicalización de la derecha política —llegó a declarar que era su presencia la que impedía la toma de poder fascista en el país— promulgó un decreto que prohibía la adhesión de los funcionarios al Movimiento Nacional Socialista en los Países Bajos.
Con la ocupación nazi de los Países Bajos se resignaría al avance alemán y plantearía propuestas de colaboración entre Países Bajos y el Tercer Reich.
Falleció el 18 de septiembre de 1944 en la ciudad alemana de Ilmenau, Turingia.